# یاکوزای آمریکایی
یاکوزای آمریکایی (انگلیسی: American Yakuza) فیلمی آمریکایی در سبک اکشن است که در سال ۱۹۹۳ منتشر شد. از بازیگران آن می‌توان به ویگو مورتنسن، ریو ایشیباشی و مایکل نوری اشاره کرد. فیلمنامه این فیلم از جان آلن نلسون و مکس استرام بر اساس داستانی از مدیر اجرایی تولید تاکاشیگه ایچیسه نوشته شده‌است. یاکوزای آمریکایی در ۲۲ دسامبر ۱۹۹۳ در ایالات متحده منتشر شد.